# 贝瑞基因
北京贝瑞和康生物技术有限公司或成都市贝瑞和康基因技术股份有限公司（深交所：000710）簡稱贝瑞基因，是中華人民共和國一家基因檢測服務、醫療檢測服務（遺傳學、腫瘤學）以及設備試劑銷售公司。2010年5月18日成立。2017年8月，贝瑞基因借殼上市。

## 外部連結
- 官方网站